# Viménil
Viménil ([vimenil], en vosgien de la montagne [vimɛni]) est une commune française située dans le département des Vosges en région Grand Est et membre de la communauté de communes Vologne-Durbion.
Ses habitants sont appelés les Viménilois, mais parfois surnommés les Pinsons.

## Géographie

### Localisation
Viménil donne son nom à un ruisseau, dit aussi l'Aurichapelle, affluent gauche du Durbion, et qui arrose son territoire et celui de Gugnécourt sur un parcours de 6 km.
| Gugnécourt |                      | Grandvillers |
| Méménil    | Viménil              | Bruyères     |
|            | Lépanges-sur-Vologne | Fays         |

Écarts et lieudits
- Le Void de la Borde ;
- La Basse Verrière ;
- Rambeaumé ;
- Les Neuf Prés ;
- La Caleuche ;
- Le Haut de l'Ormaie ;
- Les Fraiteux ;
- Reuchamps.

### Géologie et relief
La commune se compose de 25,29 hectares de territoires artificialisés (3,10 %), 274,08 hectares de territoires agricoles (33,55 %) et 517,25 hectares de forêts et milieux semi-naturels (63,31 %).
Espaces naturels :
- Une zone naturelle d'intérêt écologique, faunistique et floristique (Znieff) :

Forêts d’Épinal et de Tannières.

### Hydrographie et les eaux souterraines
Hydrogéologie et climatologie : Système d’information pour la gestion des eaux souterraines du bassin Rhin-Meuse :
Territoire communal : Occupation du sol (Corinne Land Cover); Cours d'eau (BD Carthage),
Géologie : Carte géologique; Coupes géologiques et techniques,
 Hydrogéologie : Masses d'eau souterraine; BD Lisa; Cartes piézométriques.
La commune est située dans le bassin versant du Rhin au sein du bassin Rhin-Meuse. Elle est drainée par le Durbion et le ruisseau le Petit Durbion,.
Le Durbion, d'une longueur totale de 35,1 km, prend sa source dans la commune de Méménil et se jette  dans la Moselle à Châtel-sur-Moselle, après avoir traversé douze communes.

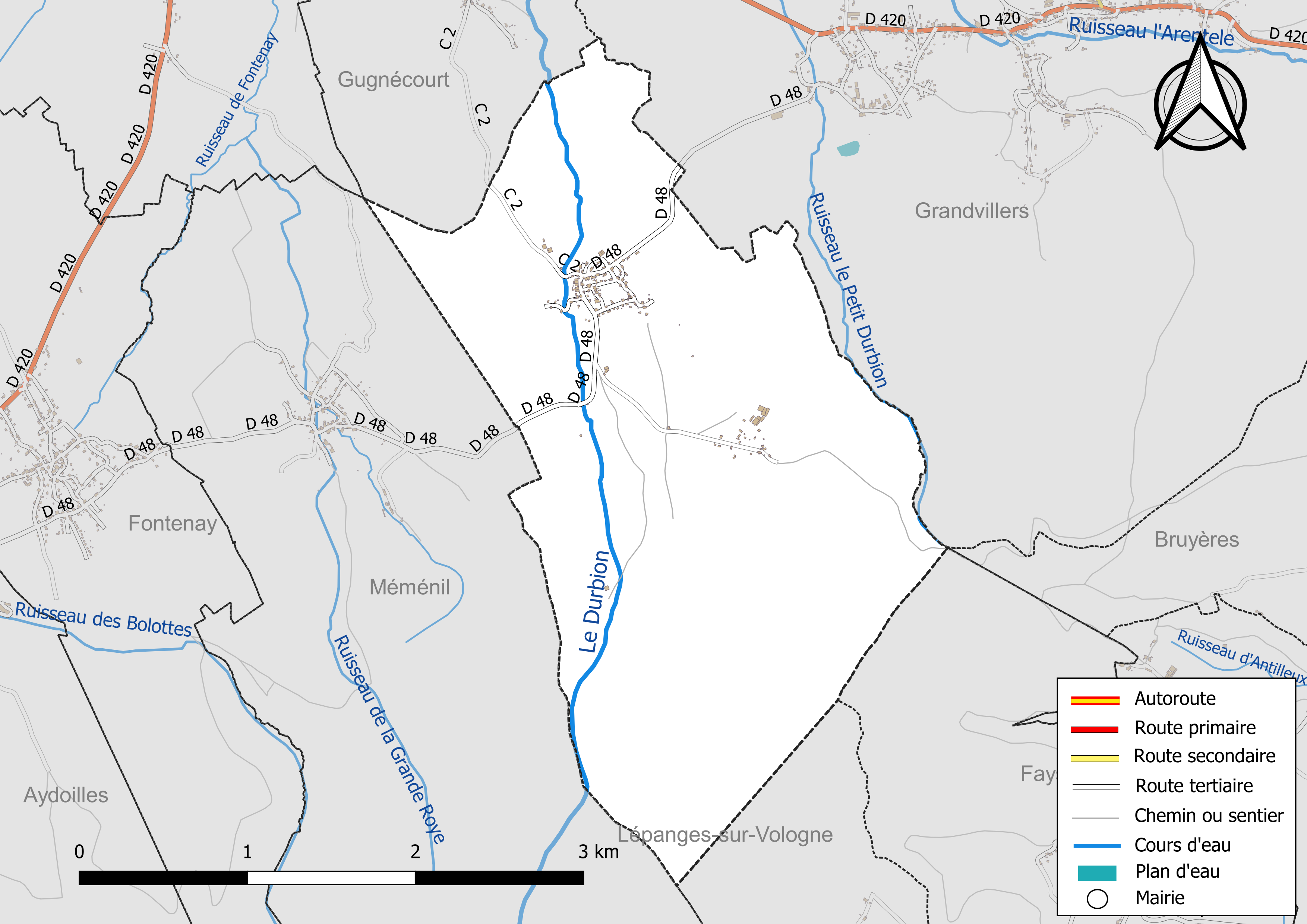
Réseaux hydrographique et routier de Viménil.

La qualité des cours d’eau peut être consultée sur un site dédié géré par les agences de l’eau et l’Agence française pour la biodiversité.

### Climat
Pour des articles plus généraux, voir Climat du Grand Est et Climat des Vosges.
En 2010, le climat de la commune est de type climat de montagne, selon une étude du Centre national de la recherche scientifique s'appuyant sur une série de données couvrant la période 1971-2000. En 2020, Météo-France publie une typologie des climats de la France métropolitaine dans laquelle la commune est exposée à un climat semi-continental et est dans la région climatique  Vosges, caractérisée par une pluviométrie très élevée (1 500 à 2 000 mm/an) en toutes saisons et un hiver rude (moins de 1 °C). 
Pour la période 1971-2000, la température annuelle moyenne est de 9,5 °C, avec une amplitude thermique annuelle de 17,1 °C. Le cumul annuel moyen de précipitations est de 1 072 mm, avec 12,6 jours de précipitations en janvier et 10,6 jours en juillet. Pour la période 1991-2020, la température moyenne annuelle observée sur la station météorologique de Météo-France la plus proche, « Le Roulier_sapc », sur la commune du Roulier à 7 km à vol d'oiseau, est de 10,2 °C et le cumul annuel moyen de précipitations est de 1 000,2 mm. 
La température maximale relevée sur cette station est de 38,1 °C, atteinte le 25 juillet 2019 ; la température minimale est de −18,3 °C, atteinte le 20 décembre 2009,,. 
Les paramètres climatiques de la commune ont été estimés pour le milieu du siècle (2041-2070) selon différents scénarios d'émission de gaz à effet de serre à partir des nouvelles projections climatiques de référence DRIAS-2020. Ils sont consultables sur un site dédié publié par Météo-France en novembre 2022.

## Urbanisme

### Typologie
Au 1er janvier 2024, Viménil est catégorisée commune rurale à habitat dispersé, selon la nouvelle grille communale de densité à sept niveaux définie par l'Insee en 2022.
Elle est située hors unité urbaine. Par ailleurs la commune fait partie de l'aire d'attraction d'Épinal, dont elle est une commune de la couronne,. Cette aire, qui regroupe 118 communes, est catégorisée dans les aires de 50 000 à moins de 200 000 habitants,.

### Occupation des sols
L'occupation des sols de la commune, telle qu'elle ressort de la base de données européenne d’occupation biophysique des sols Corine Land Cover (CLC), est marquée par l'importance des forêts et milieux semi-naturels (63,4 % en 2018), une proportion identique à celle de 1990 (63,4 %). La répartition détaillée en 2018 est la suivante : 
forêts (63,4 %), zones agricoles hétérogènes (12,9 %), terres arables (10,8 %), prairies (9,7 %), zones urbanisées (3,1 %). L'évolution de l’occupation des sols de la commune et de ses infrastructures peut être observée sur les différentes représentations cartographiques du territoire : la carte de Cassini (XVIIIe siècle), la carte d'état-major (1820-1866) et les cartes ou photos aériennes de l'IGN pour la période actuelle (1950 à aujourd'hui).

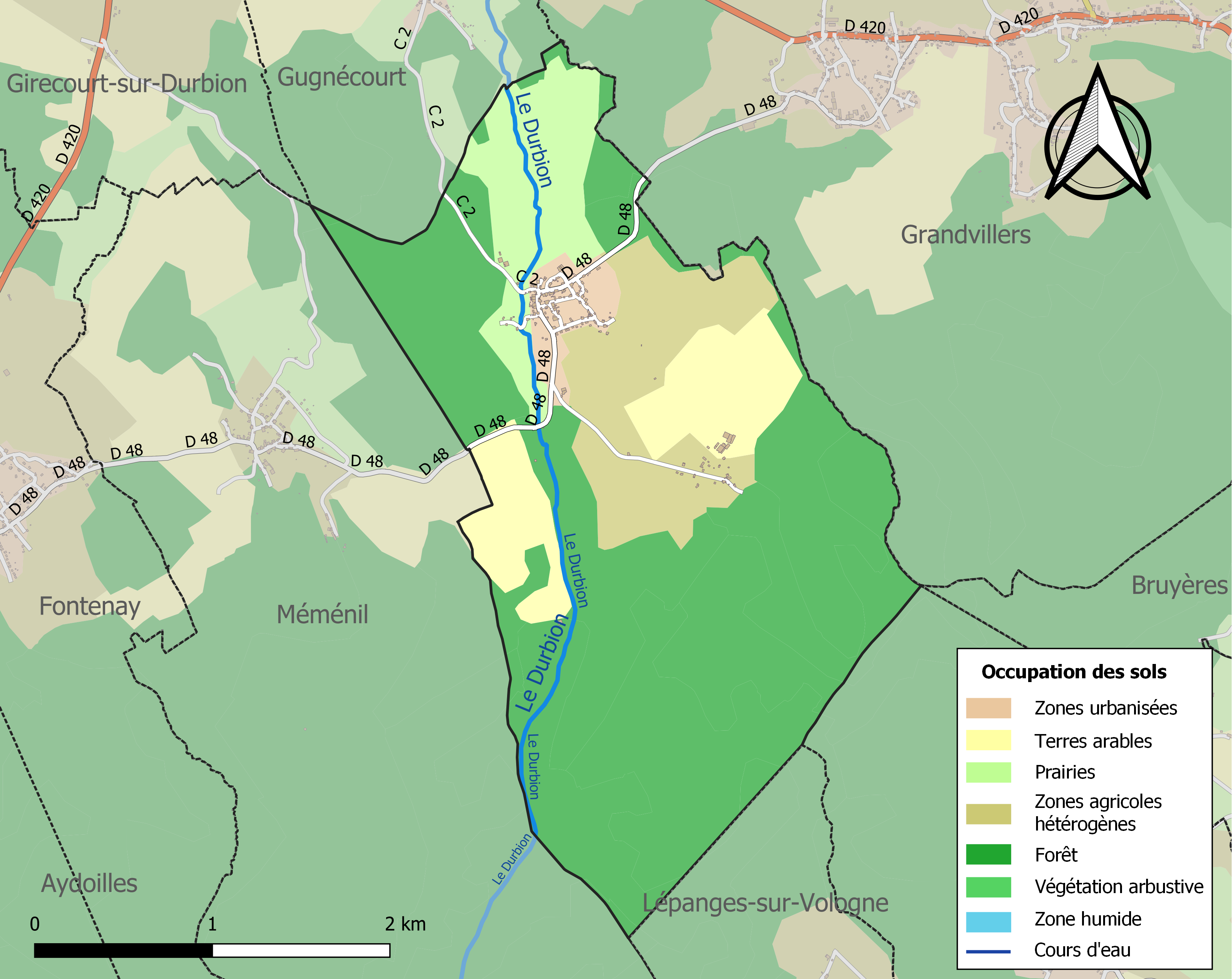
Carte des infrastructures et de l'occupation des sols de la commune en 2018 (CLC).

### Voies de communications et transports

#### Voies routières
- La commune est à 2,6 km de Méménil, 3,0 de Grandvillers, 8,3 de Bruyères et 16,3 de Épinal[18].

#### Transports en commun

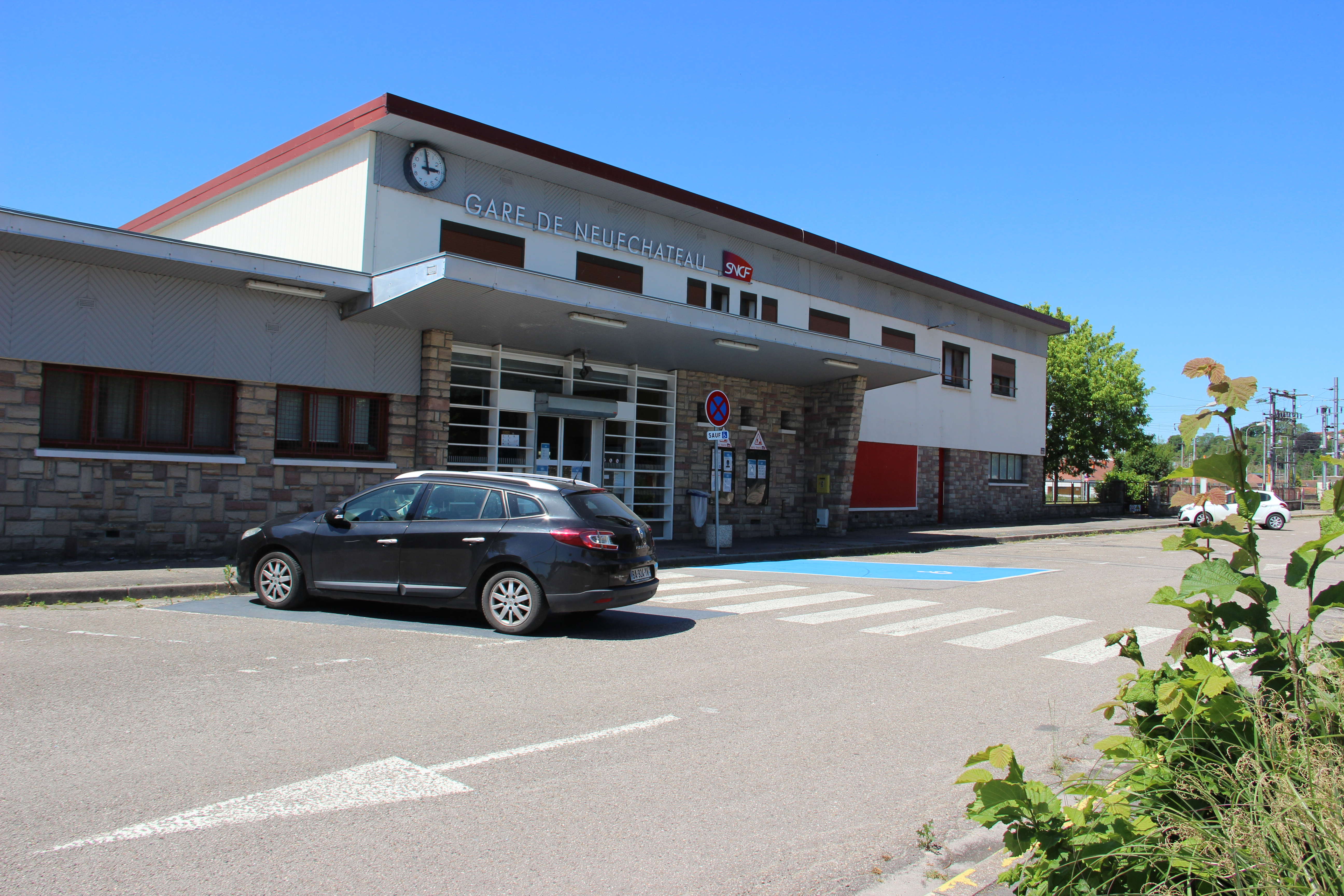
Gare Bruyères.

- Fluo Grand Est.

#### Lignes SNCF
- Gare Bruyères

#### Transports aériens
- L'Aéroport d'Épinal-Mirecourt « Vosges Aéroport ».

À partir de l'été 2021, l’aéroport d’Épinal-Mirecourt est devenu le "pélicandrome" de la Zone Est et servira ainsi de base de ravitaillement et d’intervention pour les avions bombardiers d’eau connus sous le nom de Dash 8.
- Aéroport de Colmar - Houssen.
- Aéroport de Nancy-Essey.

## Toponymie

### Attestations anciennes
D'après les archives départementales des Vosges, le nom de Viménil est mentionné sous diverses formes dont voici la liste :
- Waymesnillo en 1343 ;
- Wasmaisnil en 1363 ;
- Wyesineus en 1402 ;
- Vymaingnel en 1455 ;
- Vyemesni en 1487 ;
- Wimenil en 1564 ;
- Vymesnil en 1594 ;
- Voismesnil en 1656 ;
- Vimenil en 1753.

### Étymologie
Formation toponymique médiévale en -mesnil « maison rurale », appellatif, précédé d'un anthroponyme.

## Histoire

Cartes postales anciennes.
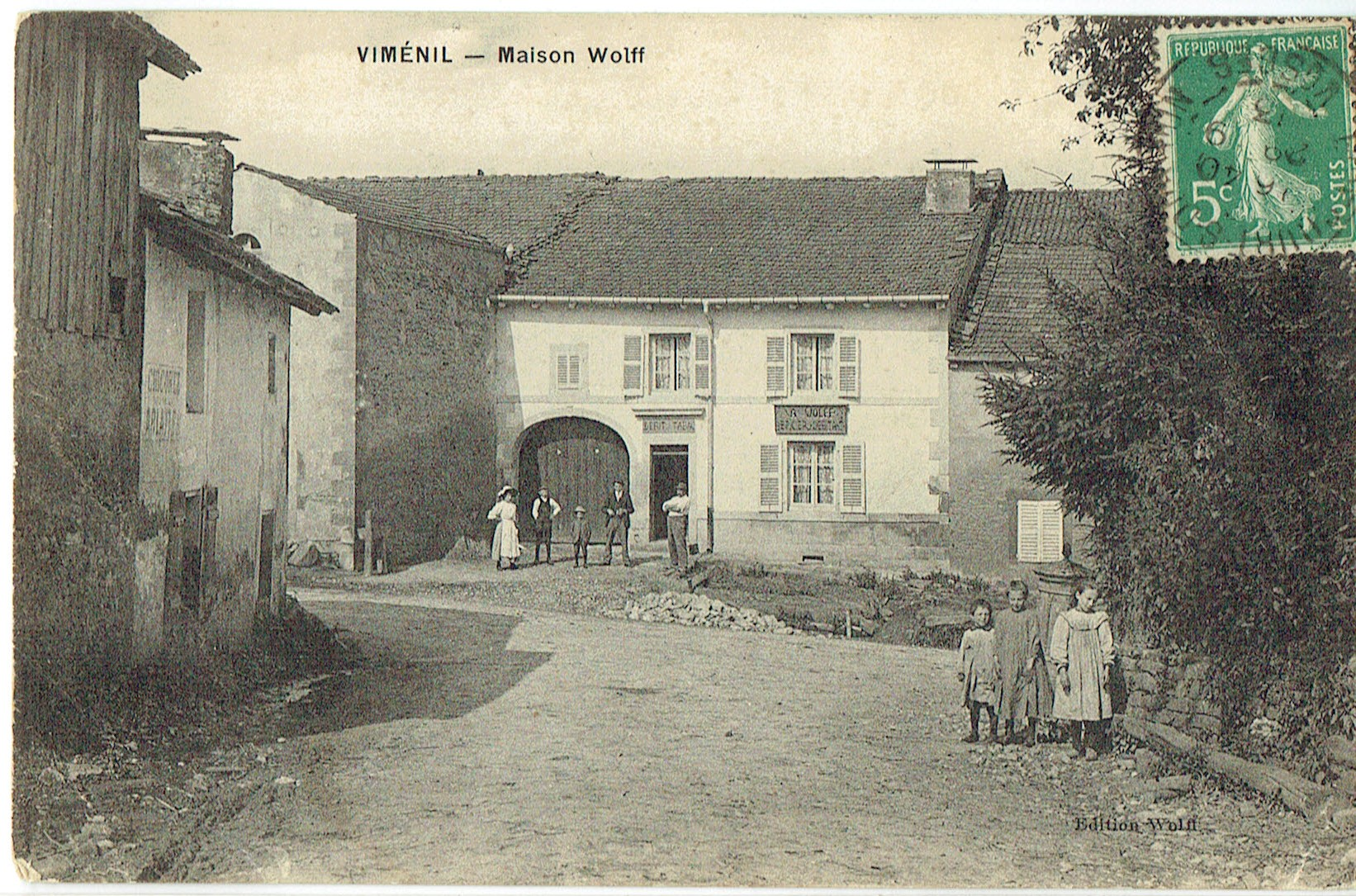
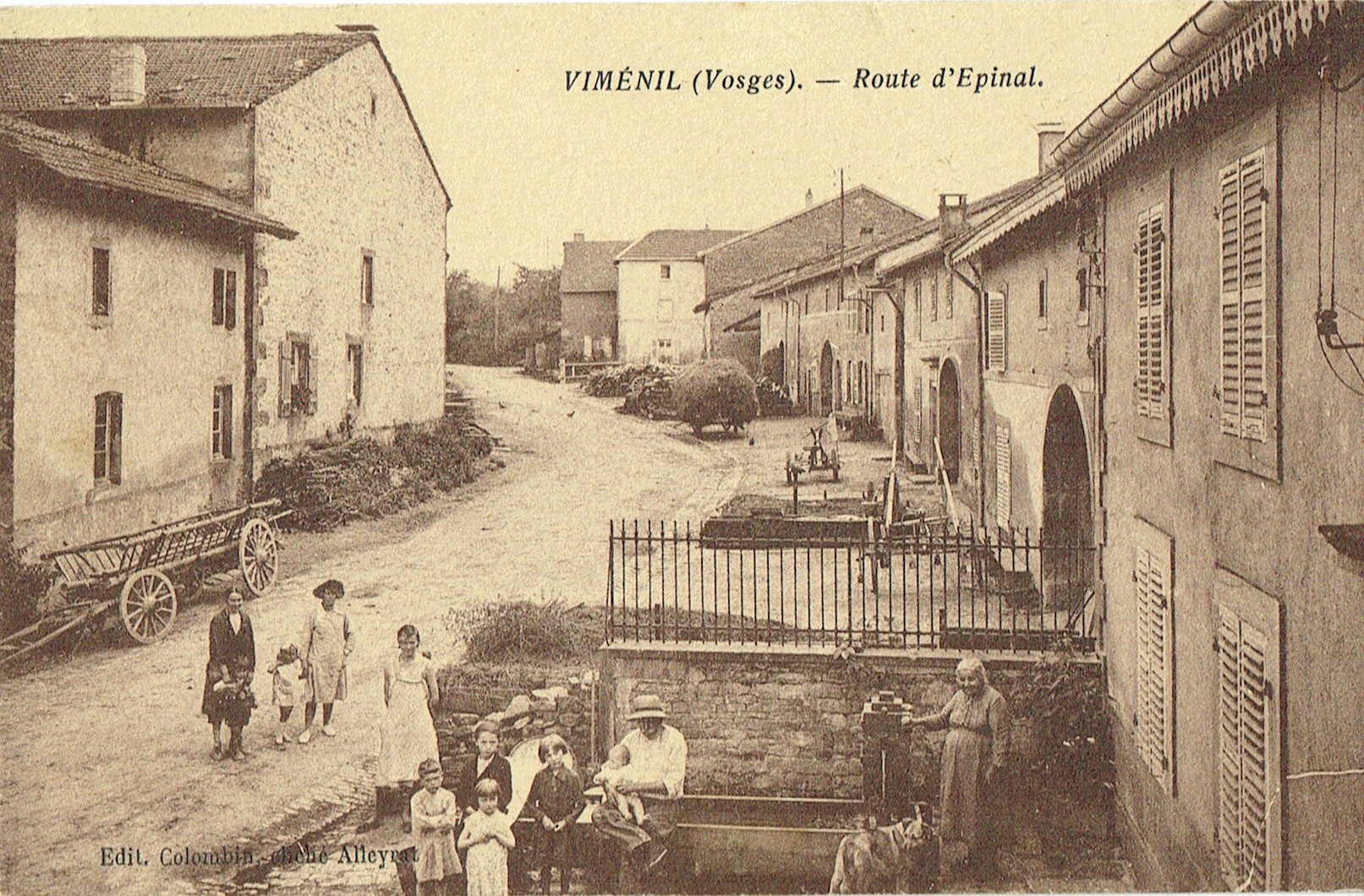

Sous l’Ancien Régime, la commune dépendait de la Paroisse de Gugnécourt, dont le patronage appartenait à l’abbé de Moyenmoutier. 
Elle appartenait au Diocèse de Toul, puis à celui de Saint-Dié à partir de 1777.  Viménil relevait du bailliage de Bruyères et faisait partie du ban de Dompierre.
L’église a été reconstruite en 1771-1773 et restaurée en 1827 et 1865.

## Politique et administration

### Découpage territorial
Viménil fut une des communes fondatrices de la communauté de communes de l'Arentèle-Durbion-Padozel dont elle a été membre de 2003 à 2013.
Depuis le 1er janvier 2014, elle est intégrée à la communauté de communes Vologne-Durbion, qui fusionnera dans la Communauté de communes Bruyères - Vallons des Vosges. 
La communauté de communes est née le 1er janvier 2014 de la fusion des communautés de communes de l'Arentèle-Durbion-Padozel, de la Vallée de la Vologne et du Canton de Brouvelieures,.
Par arrêté préfectoral du 15 septembre 2023, la commune est retirée le 1er janvier 2024 de l'arrondissement d'Épinal et rattachée à l'arrondissement de Saint-Dié-des-Vosges.

### Liste des maires
| Période                                  | Période                    | Identité                   | Étiquette | Qualité                                                       |
| ---------------------------------------- | -------------------------- | -------------------------- | --------- | ------------------------------------------------------------- |
| Les données manquantes sont à compléter. |                            |                            |           |                                                               |
|                                          | mars 1965                  | Marcel Babel               |           | Agriculteur                                                   |
| mars 1965                                | mars 1971                  | Raymond Thiriet            |           | Agriculteur                                                   |
| mars 1971                                | 1986                       | Maurice Mengel (1923-2006) |           | Mécanicien textile                                            |
| 1986                                     | mars 2001                  | Robert Fays                | DVD       | Agriculteur                                                   |
| mars 2001                                | 2007                       | Claude Mengel              | DVG       | Technicien en télécommunications Démissionnaire               |
| 2007                                     | En cours (au 27 mars 2025) | Nadine Mérey               |           | Gardienne agréée Maire intérimaire en 2007, élue en mars 2008 |

### Budget et fiscalité 2023

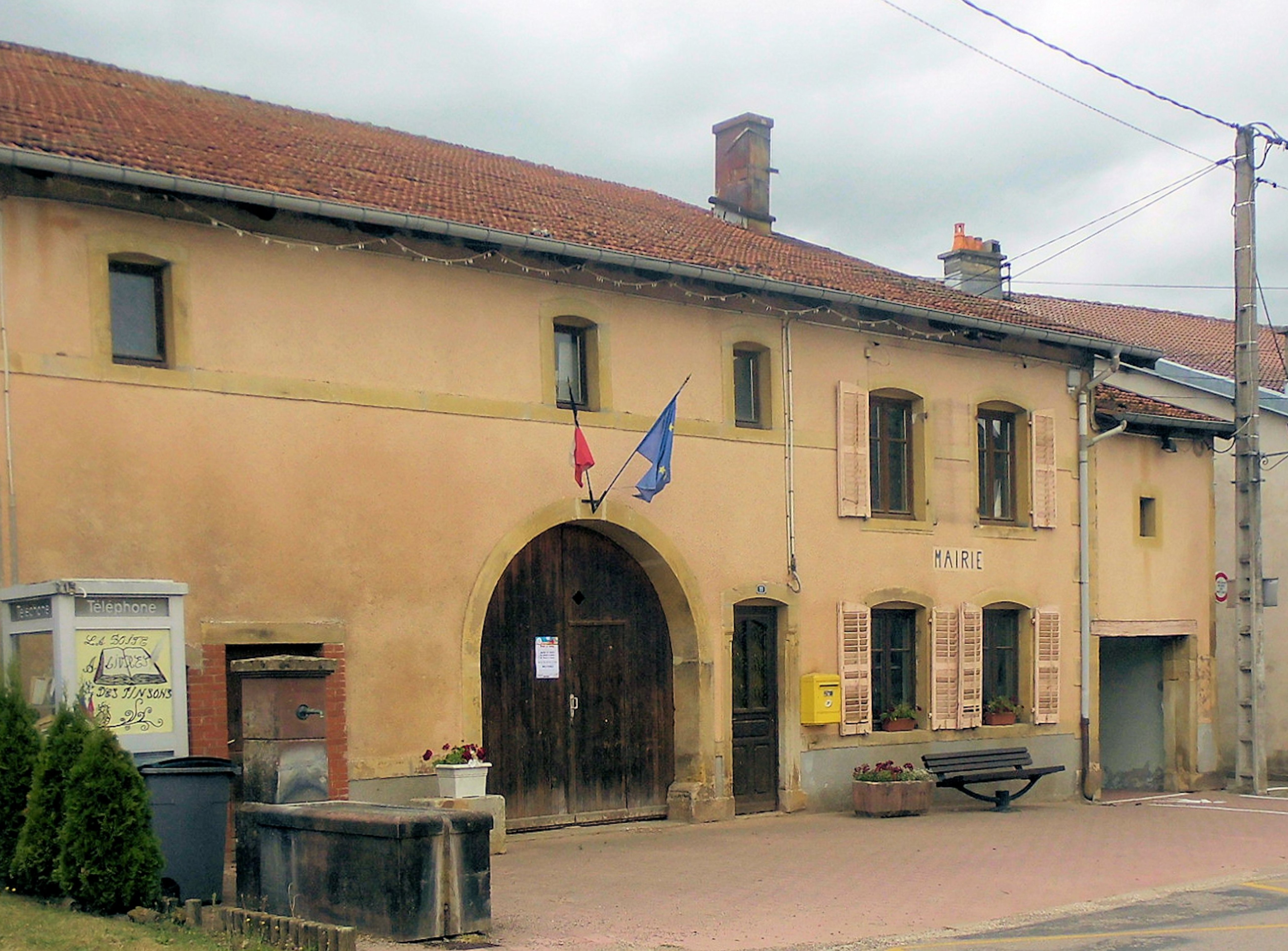
La mairie.

En 2023, le budget de la commune était constitué ainsi :
- total des produits de fonctionnement : 205 000 €, soit 817 € par habitant ;
- total des charges de fonctionnement : 165 000 €, soit 657 € par habitant ;
- total des ressources d'investissement : 172 000 €, soit 684 € par habitant ;
- total des emplois d'investissement : 266 000 €, soit 1 058 € par habitant ;
- endettement : 157 000 €, soit 624 € par habitant.

Avec les taux de fiscalité suivants :
- taxe d'habitation : 15,97 % ;
- taxe foncière sur les propriétés bâties : 35,67 % ;
- taxe foncière sur les propriétés non bâties : 23,12 % ;
- taxe additionnelle à la taxe foncière sur les propriétés non bâties : 0,00 % ;
- cotisation foncière des entreprises : 0,00 %.

Chiffres clés Revenus et pauvreté des ménages en 2021 : médiane en 2021 du revenu disponible, par unité de consommation : 22 700 €.

## Économie

### Entreprises et commerces

#### Agriculture
- Culture et élevage associés.
- Élevage de vaches laitières.
- Élevage d'autres bovins et de buffles.
- Élevage d'autres animaux.
- Exploitation forestière.

#### Tourisme
- Hébergements et restauration à Grandvillers, Docelles, Tendon, Épinal, Rambervillers, Jeanménil, Pouxeux.

#### Commerces
- Commerces et services de proximité[28].

## Population et société

### Démographie

#### Évolution démographique
L'évolution du nombre d'habitants est connue à travers les recensements de la population effectués dans la commune depuis 1793. Pour les communes de moins de 10 000 habitants, une enquête de recensement portant sur toute la population est réalisée tous les cinq ans, les populations de référence des années intermédiaires étant quant à elles estimées par interpolation ou extrapolation. Pour la commune, le premier recensement exhaustif entrant dans le cadre du nouveau dispositif a été réalisé en 2006.

En 2022, la commune comptait 235 habitants, en évolution de −3,29 % par rapport à 2016 (Vosges : −2,96 %, France hors Mayotte : +2,11 %).
| 1793 | 1800 | 1806 | 1821 | 1831 | 1836 | 1841 | 1846 | 1856 |
| ---- | ---- | ---- | ---- | ---- | ---- | ---- | ---- | ---- |
| 262  | 244  | 288  | 306  | 317  | 330  | 352  | 344  | 322  |

| 1861 | 1866 | 1876 | 1881 | 1886 | 1891 | 1896 | 1901 | 1906 |
| ---- | ---- | ---- | ---- | ---- | ---- | ---- | ---- | ---- |
| 335  | 346  | 351  | 337  | 326  | 312  | 307  | 290  | 303  |

| 1911 | 1921 | 1926 | 1931 | 1936 | 1946 | 1954 | 1962 | 1968 |
| ---- | ---- | ---- | ---- | ---- | ---- | ---- | ---- | ---- |
| 292  | 238  | 223  | 219  | 210  | 187  | 177  | 194  | 154  |

| 1975 | 1982 | 1990 | 1999 | 2006 | 2011 | 2016 | 2021 | 2022 |
| ---- | ---- | ---- | ---- | ---- | ---- | ---- | ---- | ---- |
| 138  | 135  | 166  | 179  | 193  | 222  | 243  | 241  | 235  |

### Enseignement
Établissements d'enseignements :
- Écoles maternelles et primaires à Viménil, Grandvillers, Fontenay, Girecourt-sur-Durbion, Aydoilles.
- Collèges à Bruyères, Épinal, Rambervillers, Éloyes.
- Lycées à Bruyères, La Baffe, Épinal.

### Santé
Professionnels et établissements de santé :
- Médecins à Grandvillers, Bruyères, Brouvelieures, Sercoeur, Docelles, Deyvillers, Laveline-devant-Bruyères, Rambervillers.
- Pharmacies à Bruyères, Docelles, Deyvillers, Rambervillers, Dogneville, Granges-sur-Vologne, Épinal.
- Hôpitaux à  Bruyères, Rambervillers, Épinal, Golbey,  Thaon-les-Vosges.

### Cultes
- Culte catholique, Paroisse Sainte-Thérèse-du-Durbion[35], Diocèse de Saint-Dié.

## Culture locale et patrimoine

### Lieux et monuments
- Église Saint-Jacques-le-Majeur (1771-1773)[36].

maître-autel, gradins d'autel et tabernacle,,.
horloge de EBER (Horloger de Bruyères).
- Maison de maître « le château Morel »[41].
- Chapelle Famille Bruneau-Michel-Gérardon[42].
- Croix :

Croix de Cimetière.
Croix devant l'église.
Croix Godel.
- Ferme de la Basse-Verrière[46].
- Monument aux Morts[47].
- Stèle Wilhelm[48],[49].
- Source Marie[50].
- Source de l'Aurichapelle.

### Héraldique
| Blason de Viménil | Blason  | D'argent à une rivière sinueuse d'azur posée en pal, chaussé parti au I d'or à trois sapins de sinople rangés en bande, au II de pourpre à un oiseau en vol et contourné d'or ; au chevronnel renversé de sable brochant sur la partition.              |
| Blason de Viménil | Détails | La rivière représente le Durbion qui arrose la commune, les sapins rappellent l'importance de la forêt, l'oiseau évoque le sobriquet des habitants : « es pinsons » et le chevronnel symbolise l'initiale du nom du village. Adopté le 17 février 2023. |

## Pour approfondir